# Barillas
Barillas là một đô thị trong tỉnh và cộng đồng tự trị Navarre, Tây Ban Nha. Đô thị này có diện tích là 2,95 ki-lô-mét vuông, dân số năm 2007 là 193 người.
Đô thị này nằm ở độ cao 390 m trên mực nước biển.

## Biến động dân số
| Biến động dân số                                       | Biến động dân số | Biến động dân số | Biến động dân số | Biến động dân số | Biến động dân số | Biến động dân số | Biến động dân số | Biến động dân số | Biến động dân số | Biến động dân số |
| 1996                                                   | 1998             | 1999             | 2000             | 2001             | 2002             | 2003             | 2004             | 2005             | 2006             | 2007             |
| ------------------------------------------------------ | ---------------- | ---------------- | ---------------- | ---------------- | ---------------- | ---------------- | ---------------- | ---------------- | ---------------- | ---------------- |
| 211                                                    | 189              | 189              | 199              | 208              | 200              | 198              | 206              | 198              | 194              | 193              |
| Nguồn: Barillas et instituto de estadística de navarra |                  |                  |                  |                  |                  |                  |                  |                  |                  |                  |